# World of Tanks
World of Tanks (souvent abrégé en WoT) est un jeu vidéo biélorusse développé par Wargaming.net. Il est publié pour Windows en 2010 en tant que free to play. Il s’agit d’un jeu de char de combat massivement multijoueur.
La plupart des chars du jeu sont tirés de modèles réels ou de prototype (dessins) de la première moitié du XXe siècle, visibles dans les musées du monde entier, mais aussi de projets qui n'ont jamais dépassé le stade du papier. Le jeu rassemble des chars soviétiques, allemands, américains, français, anglais, japonais, chinois, tchécoslovaques, suédois, polonais et italiens en ajoutant une « nation hybride » de chars imaginaires.
Le jeu rencontrant un franc succès, Wargaming.net décide de créer une adaptation pour mobile, nommée World of Tanks Blitz en 2014. La même année, le jeu est porté sur Xbox 360, puis sur Xbox One et sur PlayStation 4, respectivement en 2015 et 2016.
Le jeu a remporté plusieurs distinctions, dont celle du record du « plus grand nombre de joueurs simultanément connectés à un seul serveur », avec plus de 190 000 joueurs sur le serveur russe.
Ce jeu est basé sur la chance (RNG) - comme le poker - Certains membres de WG Community bénéficient d'un RNG favorable afin de favoriser le développement du jeu auprès des joueurs standars.

## Fonctionnement du jeu

### Chars - Fonctionnement général

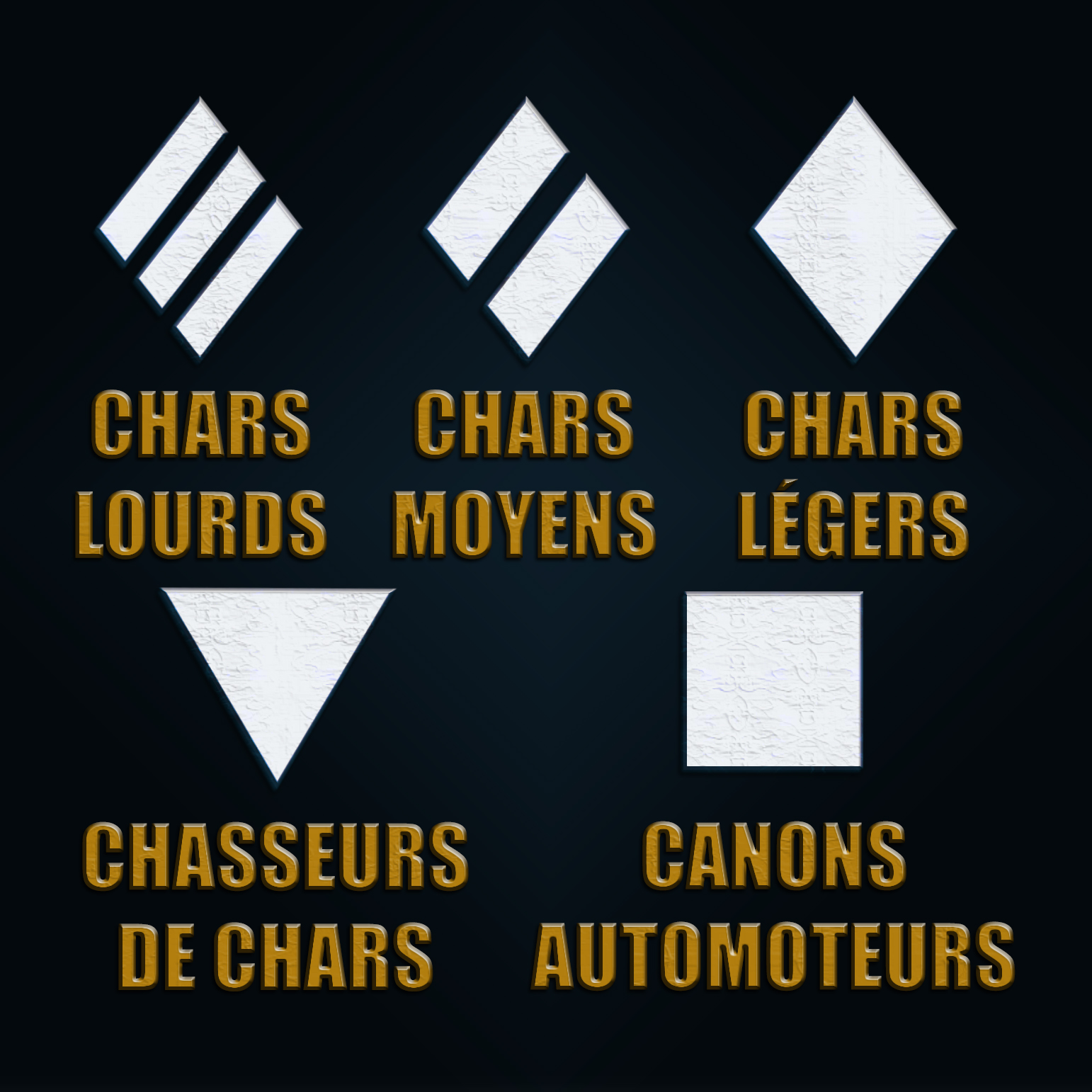
Différents symboles distinguent les chars entre eux.

Dans le jeu, les joueurs disposent de chars répartis en cinq catégories : chars légers, moyens et lourds ; chasseurs de chars et canons automoteurs (artillerie), offrant au joueur différentes formes de gameplay : les chars légers sont essentiellement conçus pour effectuer de la reconnaissance, compte tenu de leur vitesse et de leur portée de vue ; les chars lourds sont plus lents mais disposent d'un blindage et d'un canon plus puissant afin de percer les lignes ennemies. Quant aux chars moyens, ils sont polyvalents, ce qui leur permet d'effectuer de la reconnaissance tout comme se positionner en soutien lorsqu'un char lourd attaque. Il existe deux types de chasseurs de chars (en général doté de canons puissants): la majorité sont très à l'aise avec le tir de précision à distance et d'autres possèdent un blindage frontal élevé, ce qui leur permet de pourvoir combattre aux côtés des chars lourds. Enfin, les canons automoteurs sont des chars permettant principalement un tir indirect et n'ont que très peu de blindage.
Il est à noter que ces catégories sont assez perméables, un char léger peut endosser de nombreux rôles aux rangs inférieurs (par exemple, le T-127, char léger de rang III se joue comme un char moyen), certains chars moyens se jouent comme des lourds et d'autres comme des supports/chasseurs de chars, etc. Le meilleur exemple est le chasseur de char américain de rang IX, le T30 (en) qui a exactement le même style de jeu que les chars lourds T29 et T34 (en) (respectivement de rang VII et VIII). En fait ces trois véhicules partagent la même caisse (partie inférieure du char) et la même tourelle, seul le canon diffère.
Les chars du jeu possèdent différents modules, des membres d'équipage ainsi que des points de vie. Quand la barre de points de vie atteint zéro, le char est détruit ; le joueur doit sortir de la bataille en cours s'il veut continuer à jouer et participer à une autre bataille. Le char est également détruit quand tous les membres d'équipages sont blessés. Les modules représentent des parties du char (moteur, râtelier de munitions, canon, tourelle, chenilles, radio, optiques et réservoir) qui peuvent être endommagées voire détruites à la suite de tirs ou d'impacts ; la destruction du râtelier de munitions entraîne la destruction immédiate du véhicule tandis que la destruction du réservoir incendie le char, la destruction du moteur à également une faible probabilité d'incendier le char.
Ces chars sont séparés en dix rangs, également nommés « tier » sur la version anglophone, définis directement par les développeurs du jeu. Plus le rang d'un char est élevé, plus ses caractéristiques (blindage, puissance de feu, etc.) sont élevées. Le joueur peut débloquer des chars d'un rang de plus en plus élevé et des améliorations pour ces derniers (pour le canon, la tourelle, les chenilles, le moteur et la radio) dans l'arbre de recherche, grâce à un système d'expérience.
Enfin, chaque char dispose de plusieurs membres d'équipage pouvant être formés pour améliorer les performances du char. Il y a deux types de formation pour l'équipage, les qualifications, qui sont des améliorations des capacités standards des membres d'équipage (par exemple Réparations ou Camouflage), qui sont actives dès 1 % jusqu’à 100 % proportionnellement au niveau de la compétence. Il y a aussi les aptitudes, qui ne sont effectives qu'à 100%. Une aptitude est une nouvelle capacité qui offre un effet absent de base (par exemple, un Chef de Char qui a l'aptitude Sixième Sens pourra dire au bout de 3 secondes que le char a été détecté).
Il est également possible d'ajouter divers équipements au char pour en modifier ses propriétés (filet de camouflage, visée améliorée...). Ceux-ci se divisent en 2 catégories, les équipements standards (achetable en crédits), et les équipements améliorés (achetables grâce aux obligations, une monnaie obtenable en jouant en rang X, ou en gagnant des médailles épiques, ou des médailles honorifiques à partir du rang IV). Il n'est pas possible d'acheter d'équipements améliorés en investissant de l'argent réel dans le jeu.
Bien que la majorité des chars présents sur le jeu soient des chars ayant réellement existé (même si certains n'ont pas dépassé le stade de concept), leurs caractéristiques peuvent être différentes de la réalité afin de conserver un jeu équilibré, même si Wargaming est souvent critiqué pour leur "réticence" à équilibrer les chars trop performants, principalement les chars soviétiques.
La politique de Wargaming concernant les chars premium fait qu'ils s'interdisent eux-mêmes d'en diminuer les capacités. Ce fait implique que le jeu est embarqué dans une course au armement, décrite comme normale par les développeurs.

### Modes de jeu
World of Tanks dispose de plusieurs modes de jeu offrant des contenus différents :
- Bataille aléatoire (solo ou peloton), le mode de jeu principal : le joueur, avec un maximum de deux amis, participe à une bataille de 15 contre 15 joueurs choisis grâce à un système d'équilibrage automatique. L'objectif est de capturer la base adverse (100 points de capture, un char dans la base capture un point par seconde, maximum de 3 envahisseurs simultanés; donc 33 secondes minimum pour une capture), ou bien de détruire tous les véhicules ennemis. Durée : 15 minutes. Si, à la fin du temps réglementaire, aucune des deux équipes n'a pu prendre l'ascendant sur l'autre, ou si tous les chars sont détruits, la partie est déclarée à « égalité » (sauf lors des Assauts).
  - Assaut : 15 joueurs vs 15 joueurs. Durée : 10 minutes. Une équipe défend une base que l'ennemi doit attaquer. Si, au terme de la bataille, des joueurs des 2 équipes sont toujours en vie, la victoire revient à l'équipe en défense.
  - Bataille impromptue : 15 joueurs vs 15 joueurs. Durée : 15 minutes. Une seule base à capturer. L'équipe gagnante est celle qui détruit tous les véhicules ennemis ou qui capture la base (100 points de capture mais de 2 à 4 secondes par joueur pour capturer chaque point en fonction de la carte).
  - Grande bataille : 30 joueurs vs 30 joueurs sur des cartes de 2,5 km². Durée : 15 minutes. Règles similaires à celles d'une bataille aléatoire.
- Incursions (clans) : les joueurs d'un clan se battent pour défendre leur bastion des attaques provenant d'autres clans et cherchent à attaquer les bastions ennemis pour récupérer des récompenses.
- Escarmouches (clans) : les joueurs d'un clan ainsi que leurs amis (dit "légionnaires" et au nombre de 5 maximum selon le rang de jeu choisi) se battent ensemble sur un territoire neutre (soit une carte du jeu aléatoire), le but étant de capturer la base ennemie ou de détruire tous les adversaires. À la fin de la bataille, un certain nombre de caisses, monnaie spéciale pour les clans, sont distribuées à chaque participant de la bataille en fonction des bonus que le clan a utilisé et des performances de ses joueurs pendant la bataille.
- Carte Globale (clans) : l'ensemble des clans du serveur se battent pour la suprématie de leur clan sur cette très vaste carte. Cette carte est divisée en pays, eux-mêmes divisés en provinces (ou régions). Chaque province peut rapporter de l'or au clan propriétaire, et à la fin de la saison, les joueurs des meilleurs clans ayant combattu au rang X se voient récompensés par un char reward.
- Topographie : L'étude des cartes. Le joueur sélectionne une carte (6 cartes de base ou 8 cartes avancées), seul une partie des cartes du jeu sont disponibles. 4 scénarios par carte, deux avec un char lourd, et deux avec un char polyvalent. Pour chaque scénarios, il y a un texte qui explique la tactique a utilisé selon le char que l'on a pris, et la base. Le joueur peut lancer la bataille. En ce cas, il se retrouve seul avec le char (polyvalent ou lourd), et doit détruire 8 cibles pour les cartes de base, et 12 pour les cartes avancées. Les cibles se présentent au fur et à mesure de son chemin, qui lui est donné par des indications. Chaque scénarios réussi fait gagner 20 000 crédits, et lorsque le quatrième est réussi, le joueur gagne 9 consommables.
- Ligne de front : événement se déroulant en épisodes d'une semaine par mois, jouable seulement en tier VIII. La carte fait 9 km2 (3 km par 3 km) répartie en secteurs. Les attaquants peuvent capturer jusqu'à 6 bases, puis détruire 3 objectifs sur cinq présents. Le temps imparti est de 10 minutes, temps qui augmente après chaque capture de base jusqu'à un maximum de 24 minutes (2 minutes par base capturée, 4 minutes pour la dernière base). Lorsque le joueur voit son char détruit, il a la possibilité de revenir en combat avec un autre char de son garage. Ce mode de jeu permet d'obtenir des chars premium[8], des obligations et d'autres récompenses.
- Bataille classée : 10 joueurs contre 10 joueurs suivant les mêmes règles que les batailles aléatoires à l'exception que ce mode de jeu est exclusivement réservé aux chars de rang X. Les joueurs se voient attribuer des échelons à chaque bataille, et les différents passages de rangs (par exemple, un joueur a besoin d'un échelon pour passer du rang 0 au rang 1, de 2 pour passer de 1 à 2, etc.) sont récompensés par des obligations, monnaie spécifique au mode. Ces obligations peuvent ensuite être dépensées pour acheter des équipements améliorés pour les chars, ainsi que des directives augmentant les qualifications de l'équipage.
- Traqueur d'acier : Battle Royale avec 20 joueurs jouant avec des chars spéciaux sur des cartes créées à cette occasion. Différents points de ravitaillement avec des obus et des consommables sont présents et apparaissent au fur et à mesure que la partie progresse permettant aux joueurs d'améliorer leurs chars suivant des arbres technologiques spécifiques. Possibilité de jouer en peloton de 3 joueurs (10 pelotons au total sur la carte, soit 30 joueurs)[9],[10].
- Mission de reconnaissance : La mise à jour 1.13 introduit ce nouveau mode de jeu en 3 étapes qui chacune dure 10 jours. Dans chaque étape, 3 nouvelles cartes en cours de développement sont à parcourir lors d'une bataille aléatoire classique à 15 contre 15, jouable avec des chars de rang VIII à X. Au bout de 6 batailles sur une même carte, un questionnaire est disponible pour donner son avis sur celle-ci.

### Équilibrage automatique
Pour les sélections aléatoires des joueurs, le jeu utilise un système de matchmaking qui tente de créer deux équipes en se basant sur les rangs et les types de chars. Par définition, le char le plus faible de la partie ne peut pas avoir plus de deux rangs de différence avec le char le plus haut rang de la partie.
La dernière modification en date du système date du 3 avril 2019 lors du patch 1.4.1.1 ; cette modification a introduit les modèles dynamiques qui permettent plus de flexibilité dans les motifs de batailles : les batailles à deux rangs ne seront pas automatiquement du 5-10 mais pourront être jusqu'à 2-13; les batailles à trois rangs ne seront pas que du 3-5-7 mais du 4-5-6 ou même du 4-7-7.
Une complainte très fréquente des joueurs est que le système ne se base pas sur l'expérience des joueurs afin de créer les batailles, ce qui explique en partie comment des scores de 15-3 se rencontrent fréquemment.
Cela permet ainsi de plus favoriser une équipe que l'autre.

### Progression du joueur
Pour chaque partie engagée, le joueur touche des points d'expérience et des « crédits » (monnaie virtuelle du jeu) ; leur montant dépend du résultat de l'équipe (gagnante ou perdante) et de l'incidence qu'a eu le joueur sur le déroulement de la partie (détection d'ennemis, coups au but, dégâts causés...).
Les points d'expérience sont d'une part affectés à chaque membre d'équipage, ce qui lui permet d'être de plus en plus compétent dans son rôle principal (pilote, tireur, ...) et d'acquérir des aptitudes annexes (réparation, camouflage, ...), d'autre part affectés au char même, ce qui permet de « développer » pour ce dernier des améliorations (chenilles, moteurs, char de rang immédiatement supérieur dans l'arbre considéré...) et donc de les rendre disponibles à l'achat. En prime, une fraction de l'expérience acquise est cumulée en « expérience libre », ce qui permet d'anticiper les améliorations ci-avant pour n'importe quel char ou équipage possédé. Si le joueur a effectué une partie dans un char dit « élite », c'est-à-dire ayant réalisé toutes ses améliorations, il peut alors transférer toute l'expérience du véhicule reçue pour chaque bataille directement à son équipage.
Les crédits servent d'une part à réparer son char et à racheter des munitions, d'autre part à acheter des améliorations (pour n'importe quel char possédé) et de nouveaux chars à condition qu'ils aient été recherchés.
Lors de certaines batailles, le joueur pourra également accomplir des missions spécifiques qui lui offriront des bonus conséquents (boosters d'expérience, crédits, chars rares, etc.).

### Faits d'armes du joueur
Si le joueur réalise un fait d'armes particulier, il peut obtenir différent types d'avantages, tels que des médaille honorifiques visibles sur son profil, insignes de maîtrise, médailles épiques, marques d'excellence visibles sur ses véhicules, jetons commémoratifs, ou encore grades honorifiques.

## Véhicules représentés dans le jeu
Le jeu comprend 699 véhicules blindés (listés sur le Tankopédia du site), sur tous les serveurs (sauf le serveur chinois et le serveur russe, gérés par d'autres entreprises que Wargaming) (au 11 décembre 2021 , dont 258 chars de récompense ou premium (payants)).
Les chars de récompense s'obtiennent en complétant des missions, en se connectant au jeu pendant une période particulière (i.e. fêtes de fin d'année), en prenant part aux guerres de clan, en étant employé chez Wargaming (plusieurs chars ont été offerts aux modérateurs du forum du jeu).
Quant aux chars premium, ils s'obtiennent principalement en les achetant avec de l'argent réel (45 tanks premium en cours de vente au 26 août 2021) mais peuvent également être obtenus à l'issue de missions d’événements temporaires.
Au fil du temps, les chars premium seront majoritaires pour une bonne rentabilité.
D'autres chars, comme le FV215 b(183) ou le Foch (155) ont été retirés des arbres technologiques (ils sont donc impossibles à rechercher/acheter, sauf lors de l’événement Marché noir) mais ils ont été laissés dans le jeu sous forme de chars de récompense (rewards); ce ne sont toutefois pas des chars premium car ils ne font pas gagner plus d'expérience ni de crédits à chaque bataille.
Enfin des chars ont été retirés de l'arbre technologique mais restent disponibles en tant que chars de collection (92 chars de collection disponible au 11 décembre 2021)
| Nationalité      | Chars légers | Chars moyens | Chars lourds | Chasseurs de chars | Canons automoteurs | Total Reward/Premium | Total |
| ---------------- | ------------ | ------------ | ------------ | ------------------ | ------------------ | -------------------- | ----- |
| Union soviétique | 27           | 36           | 42           | 23                 | 10                 | 62                   | 138   |
| Allemagne        | 28           | 38           | 23           | 30                 | 11                 | 54                   | 130   |
| États-Unis       | 20           | 28           | 24           | 22                 | 11                 | 45                   | 105   |
| Royaume-Uni      | 16           | 24           | 15           | 21                 | 10                 | 29                   | 86    |
| France           | 25           | 15           | 15           | 13                 | 10                 | 24                   | 78    |
| Chine            | 12           | 12           | 10           | 12                 | -                  | 17                   | 46    |
| Japon            | 6            | 11           | 9            | -                  | -                  | 4                    | 26    |
| Tchécoslovaquie  | 3            | 9            | 6            | -                  | -                  | 4                    | 18    |
| Suède            | 4            | 11           | 6            | 12                 | -                  | 11                   | 33    |
| Pologne          | 5            | 11           | 5            | -                  | -                  | 5                    | 21    |
| Italie           | 2            | 11           | 5            | -                  | -                  | 3                    | 18    |
| Total            | 148          | 206          | 160          | 133                | 52                 | 258                  | 699   |

Certaines nations, comme l'Allemagne, l'URSS et les États-Unis, sont très représentées par rapport aux autres pays, principalement du fait que se furent les premières nations intégrées dans le jeu.

### Caractéristiques des nations

#### URSS
Les branches de chars soviétiques sont assez diversifiées et regroupent chacune un style de jeu et des caractéristiques semblables et différentes. Elles sont axées sur le style de jeu "normal" de leur type :
- Les chars légers sont rapides, légèrement blindés, possèdent une bonne portée de vue et un canon qui leur permet de se défendre face aux chars de niveaux inférieurs.
- Les chars moyens sont théoriquement très polyvalents : ils ont de bons canons pour le nombre de dégâts par tir ou la cadence de tir, ils allient mobilité et blindage effectif acceptables pour des chars de leur rang ainsi qu'une portée de vue raisonnable.
- Les chars lourds sont séparés en quatre branches très opposées :
  - Une branche composée de chars mobiles mais comptant beaucoup sur leur blindage effectif plutôt que brut;
  - Une autre basée sur des chars lents mais qui possèdent un blindage brut sécuritaire;
  - Une troisième possédant des tourelles situées à l'arrière du châssis, avec un blindage plus élevé et un alpha de dégâts plus grand;
  - Une dernière avec des chars à double-canon, permettant une flexibilité de jeu plus importante selon la manière dont les canons sont utilisés.
- Les chasseurs de chars sont eux aussi séparés en deux branches :
  - L'une est principalement utilisée pour son alpha (dégâts moyens par tir) élevée.
  - L'autre est mise en place avec une cadence de tir élevée ainsi qu'un blindage frontal conséquent et une mobilité plutôt bonne pour le blindage associé.
- Les artilleries sont, jusqu'au rang 9 caractérisé par un reload (rechargement) élevé et des dégâts par tir important. L'Object 261 (de rang 10) est la plus précise des hauts tier, cet avantage est contrebalancé par un alpha de dégâts assez moyen.

Un inconvénient majeur qui ressort pour la plupart des chars soviétiques est le manque de précision de leur canon à longue distance. Celui-ci est modéré par des avantages aux tirs mouvants (en roulant) sur leurs congénères. Les chars russes bénéficient également d'un taux élevé de ricochet.

#### Allemagne
Les branches de chars allemandes possèdent chacune leur atout qui les différencie des autres nations :
- Les chars légers sont, comme les Soviétiques, axés sur les caractéristiques principales de leur type.
- Les chars moyens sont divisés en deux branches en fonction de leur style de jeu :
  - Une branche est constituée de chars plutôt blindés mais peu mobiles. Elle est préférable pour les joueurs qui veulent supporter les lourds en 2de ligne.
  - Une autre branche constituée de chars plus mobiles mais très peu blindés. Les tankistes qui aiment tirer à distance et se replacer assez vite devraient choisir cette branche.
- Les chars lourds possèdent trois branches assez rapprochées mais néanmoins différentes :
  - Dans la première, les chars sont très blindés mais aussi très lents et peu maniables, ce qui les rend inutiles seuls face à plusieurs chars mobiles (et bas de surcroît). Le Maus est le dernier char de la branche.
  - Dans la deuxième, les chars sont aussi blindés mais ils sont plus rapides et le rang 10 possède un obusier à la place d'un canon standard.
  - Dans la dernière, les chars possèdent une tourelle arrière et une mobilité acceptable.
- Les chasseurs de chars se démarquent surtout à haut rang :
  - Dans une branche, ils sont très blindés, lents et possèdent une des alpha les plus hautes du jeu (1 050 dégâts avec un obus standard).
  - Dans l'autre, ils ont un blindage très fin et possèdent un canon très précis.
- Les canons automoteurs allemands sont connus pour allier zone d'explosion (appelé "splash" dans sa version anglophone) et dégâts impressionnants.

La nation allemande est connue pour avoir une très bonne précision ainsi qu'une dépression plus qu'acceptable.

#### États-Unis
L'arbre technologique américain sort pour la version 0.6.1, le 11 novembre 2010, alors que le jeu est en beta fermée.
- Les chars légers possèdent des très bons canons permettant les tirs à longue distance. Les rangs IX et X proposent des obusiers. Ils ont une très bonne mobilité et une bonne portée de vue.
- Les chars moyens possèdent une très bonne tourelle ainsi qu'une mobilité plus que convenable, un canon plutôt précis et une excellente portée de vue.
- Trois chars lourds de rang X existent mais les lignées pour les obtenir sont radicalement différentes :
  - La première ligne propose des chars lourds à partir du rang V. Ils sont blindés frontalement et offrent un bon canon et une maniabilité correcte.
  - La seconde ligne propose des chars lourds à partir du rang V, qui offre une bonne mobilité, ainsi qu'un blindage et un canon correcte. Ils ont, au rang X, la tourelle la plus blindée de tous le jeu.
  - La troisième ligne propose des chars légers, puis moyens au rang IV, pour finir avec un char lourd : le T57 Heavy (en).
- Les chasseurs de chars ont deux arbres différents :
  - Le premier propose des chars avec tourelle dont le blindage augmente avec le tier. Les canons sont relativement précis et la maniabilité correcte.
  - Le second se compose de chars avec un blindage avant très épais, une mobilité très réduite, mais un canon qui, quand il arrive à toucher, pénètre les ennemis et leur inflige une grande quantité de dégâts sans problèmes.
- Les artilleries américaines sont réputées pour leur long temps de rechargement mais avec des dégâts impressionnants et le plus grand rayon d'explosion de toutes les artilleries du jeu.

#### France
L'arbre technologique français est apparu lors de la mise à jour 0.7.1, le 5 janvier 2012. Les chasseurs de chars et artilleries sont eux arrivés pour la mise à jour 0.7.4, le 21 juin de la même année.
- Il existe deux types de chars légers :
  - Le premier offre des chars à barillet dès le rang VI, permettant, grâce à leur grande mobilité, de pénétrer les lignes ennemies, tirer dans le dos des chars et vite repartir le temps du rechargement.
  - Le second type de chars légers arrive pour la mise à jour 1.4. Il s'agit de chars à roues, très rapides et maniables. Le rang X possède un canon de 105 mm avec une haute alpha de dégâts à l'obus explosif qui, combiné à sa vitesse de 95 km/h, la plus élevée du jeu, peut être létal pour l'équipe adverse. Ces chars ont créé une controverse à leur sortie, et une partie des joueurs les considèrent comme un des plus gros problème d'équilibrage du jeu.
- Les chars moyens ont une branche, à partir du rang IX. Ils possèdent un barillet, ainsi qu'une très bonne mobilité; leur gameplay se rapproche plus de celui d'un char léger que celui d'un char moyen. Ils n'ont que très peu de blindage, et moins de points de vie que les autres chars légers du même rang.
- Les chars lourds se divisent en 2 branches :
  - Une lignée très peu blindée avec des canons à barillet et très bonne mobilité.
  - Une lignée avec un blindage frontal plus élevé mais pas de barillet ; comme l'ARL 44[16]
- Les canons automoteurs possèdent une très bonne mobilité, et le rang X possède également un barillet.
- Les chasseurs de chars se démarquent par un bon blindage frontal et un barillet (à partir du rang VIII).

#### Royaume-Uni
Les premiers chars anglais ont fait leur apparition lors de la mise à jour 0.8.1, le 9 novembre 2012. Les chasseurs de chars sont arrivés pour le patch 0.8.4, en mars 2013, suivis par les artilleries en juillet, pour la version 0.8.7.
- Les chars légers ont une bonne mobilité et un canon moyen.
- Les chars moyens possèdent un canon précis et un meilleur blindage que le reste des chars moyens ; malgré tout, leurs dégâts par minute (DPM) sont moindres.
- Les chars lourds possèdent un bon blindage avant ainsi qu'une tourelle quasi impénétrable de face.
- Les chasseurs de chars se divisent en 2 arbres :
  - Le premier possède des chars à tourelle avec un grand alpha de dégâts, une bonne mobilité mais un cruel manque de blindage. Le rang X possède un des canons les plus puissants du jeu.
  - Le second arbre propose de chasseurs de chars "purs", sans tourelle mais avec le meilleur DPM du jeu. De plus, ils sont très bien blindés frontalement mais très peu mobiles.
- Les canons automoteurs possèdent un très grand rayon d'explosion, et une mobilité moyenne.

#### Chine
L'arbre technologique chinois voit le jour en janvier 2013, avec la mise à jour 0.8.3. Les chasseurs de chars arrivent beaucoup plus tardivement, pour la mise à jour 0.9.20, en août 2017.
- Les chars légers présentent une bonne maniabilité avec un blindage plutôt bon.
- Le blindage des chars moyens peut parfois surprendre mais leur canon imprécis les rend plus difficiles à jouer.
- Les chars lourds possèdent un bon blindage avec un canon représentatif du reste de la nation : imprécis à longue distance mais très utile en combat rapproché. Ils disposent également d'une bonne vitesse moyenne.
- L'arrivée des chasseurs de chars chinois est passée très inaperçue, leur blindage est au mieux bon. Leur canon et leur maniabilité les rendent très boudés par la communauté.

#### Japon
Le premier char japonais dans le jeu est un premium : le Chi-Nu Kai, apparu en octobre 2013, pour la mise à jour 0.8.9. L'arbre technologique arrive pour la mise à jour suivante, la 0.8.10, en décembre 2013. Les chars lourds n'arrivent qu'en septembre 2015, pour la version 0.9.10.
- Les chars moyens présentent un blindage mince au départ de la branche, mais il s'améliore avec les rangs. Le canon est très correct pour un char moyen, quoi qu'un peu imprécis.
- Les chars lourds font partie des chars les plus difficiles à pénétrer frontalement : même si le blindage est relativement plat, son épaisseur pousse n'importe quel ennemi à utiliser des munitions premium pour le pénétrer plus facilement. Ils présentent un canon obusier qui cause des dégâts à chaque tir, ensuite libre au joueur de décider de son utilisation. Néanmoins, ils sont très peu maniables.

#### Tchécoslovaquie
Les chars tchécoslovaques apparaissent en décembre 2015, pour la version 0.9.13. C'est à ce jour la plus longue attente entre deux arbres technologiques (2 ans).
- La Tchécoslovaquie n'est d'abord représentée dans le jeu qu'avec une lignée de chars moyens à barillet. Leur blindage est très faible mais leur mobilité leur permet d'être des bons chars de soutien.
- En 2021, à la mise a jour 1.14, apparait une lignée de chars lourds caractérisée par un blindage important, une bonne mobilité et la particularité d'être équipé de barillets à deux coups pour le TNH 105/1000 et le TNH T Vz.51.

#### Suède
Les blindés suédois arrivent pour la version 0.9.17, en décembre 2016.
- La première branche se caractérise par des chars moyens qui, à partir du rang VIII, ont une caisse et une tourelle extrêmement anglé. Ils disposent également d'un bon canon et d'une mobilité moyenne.
- La seconde présente des chars moyens puis lourds à barillet (à partir du rang VIII). Ils jouissent d'une excellente dépression de canon, leur permettant de jouer dans des positions dans lesquelles seules leurs tourelles apparaissent, mais celles-ci sont extrêmement blindées, ce qui les rend très utiles en combat rapproché.
- Les chasseurs de chars présentent une nouvelle mécanique à partir du rang VIII : la suspension hydraulique. Le joueur accède à un mode "siège" dans lequel sa mobilité est considérablement réduite (passage de 60 km/h à 5 km/h de vitesse maximale pour le rang VIII par exemple) mais leur canon devient alors très précis. Leur blindage est faible mais à haut rang, il est tellement bien anglé que les tirs de petits calibres ne peuvent que ricocher.

#### Pologne
Même si le premier char polonais du jeu, le Pudel, apparaît en août 2017, l'arbre technologique complet ne sort qu'en août 2018, pour la version 1.1.
- L'arbre commence avec des chars légers des rangs I à IV. Une ligne de chars moyens commence au rang V, qui dispose d'une grande vitesse et d'un canon correcte.
- Une branche de chars lourds commence à partir du rang VII. Ces chars sont caractérisés par un bon blindage frontal, ainsi que des dégâts par tir très élevés. Dans l'histoire, la plupart de ces tanks n'ont jamais dépassé le stade de prototypes, voir de plans.

#### Italie
Les chars italiens sont arrivés en jeu en mai 2018, pour la sortie de la version 1.0.1.
- On trouve dans l'arbre italien des chars moyens à faible blindage, mais vu qu'il est bien "anglé" les ricochets et non-pénétrations sont courantes. À partir du rang VIII, un nouveau système de rechargement automatique fait son apparition pour les chars lourds. (Voir plus bas Développement du jeu - Détail des mises à jour - Version 1.0.1)
- À partir du P.43 bis (rang VI), les chars lourds font leurs apparitions. Ces chars n'ont pas forcément un bon blindage, mais il servent plus de chars de soutien. Ils sont cependant très rapide, et dispose du même type de rechargement que les chars lourds.

### Personnalisation des chars
Le joueur peut personnaliser son véhicule grâce à l'outil intégré au jeu. Il est possible d'appliquer des camouflages, des emblèmes et inscriptions, des pochoirs et des peintures qui, pour la plupart, suivent une vérité historique. Ces modifications, notamment le camouflage et la peinture, influent sur les caractéristiques de dissimulation du char, le rendant plus difficile à détecter. Ces éléments peuvent être loués (pour 100 batailles) grâce à des crédits, ou achetés définitivement avec des pièces d'or.
Certaines de ces décorations ne sont disponibles à l'achat que durant une courte durée (comme les thèmes de la Coupe du Monde 2018), ou ne peuvent être gagnées uniquement en participant à des tournois, ou en complétant des missions. À noter qu'une fois qu'un camouflage est acheté avec des pièces d'or, le joueur peut tout de même l'enlever du véhicule sans contrepartie, pour le remettre ailleurs.

## Communauté du jeu
La communauté de World of Tanks, en raison de sa présence mondiale, est très grande. Elle est décomposée en plusieurs parties, les comptes étant séparés sur plusieurs serveurs pour supporter l'afflux de joueurs : Amérique du Nord, Europe, Asie, Russie, Corée, Chine, la plus grande étant la communauté russophone.
Afin de développer l'aspect communautaire, World of Tanks propose plusieurs options :
- Captures d'écran : il est possible d'enregistrer des images du jeu directement, sans passer par des logiciels tiers.
- Replays : cette option permet d'enregistrer la bataille dans son intégralité, ce qui peut notamment servir à prouver l'innocence d'un joueur en cas de litige, être conservé ou bien partagé comme sur le site (en) « WoTReplays ».
- Mods : il existe des mods permettant de modifier les graphismes ou l'interface du jeu. Il faut bien sûr tenir compte du fait que certains mods sont illégaux comme ceux qui indiquent la position de l'artillerie ennemie grâce aux traînées de tirs ou encore l'aimbot, mod qui permet à la visée automatique de tirer en avant d'un char pour mieux le toucher. Wargaming a sorti le 26 février 2018 un "Mod Hub", site sur lesquels les mods proposés par la communauté sont regroupés pour permettre au joueur de mieux se repérer[31].
- Événements : Wargaming propose de temps à autre des modes de jeux temporaires et originaux, comme le mode de jeu "8-bits" où l'ensemble de l'interface et des combats étaient pixelisés, ou plus récemment, le tournoi de « Tank Foot », où le joueur jouait, en 3 contre 3, au football avec son tank[32],[33], le mode « Convoi » créé pour commémorer les 100 ans du premier tank, le Mark I[34],l’événement Halloween 2017 qui consistait à tuer un char gigantesque nommé "Léviathan"[35], celui de 2018, où les joueurs se battent dans le Front Sombre et affrontent des chars morts-vivant pour récolter une mystérieuse matière verte, et plus récemment le mode Mirny:espoir, consistant à récolter du Mirium sur les chars ennemis détruits, les ramener à un "Magnus" (base de téléportation) pour passer à de nouvelle phases, la partie se finissant par un combat contre un char du nom "d'Immortel",extrêmement dur à détruire. Un peu plus tôt, le mode Ligne de Front, consistant à attaquer ou défendre des objectifs sur une carte 9 fois plus grande qu'en mode normal, des équipes de 30 joueurs, et dont le retour est annoncé par Wargaming. Certains modes de jeu sont récurrents tels que le mode Football (à l'occasion des Euros ou des Coupes du Monde de football) ou même le mode de jeu de Noël / du Nouvel An. Ce dernier mode consiste depuis 2016 à amasser des décorations de différents niveaux (1 à 5) contenues dans des boîtes disponibles en accomplissant certaines missions afin d'atteindre le niveau 10 de "l'Atmosphère Festive" en décorant les objets du garage de l'événement. Pour chaque niveau atteint, le joueur reçoit des récompenses (consommables premium, membres d'équipage, place de garage...)[36].

## Développement du jeu
Selon le récit des développeurs, le concept du jeu est venu à leur esprit le 29 ou le 30 décembre 2008; cependant, une mention de la création d'un "prochain jeu massivement multijoueur en ligne", en collaboration avec la société BigWorld est visible sur un article du site de Wargaming dès le 6 novembre 2008. Le jeu est officiellement annoncé par Wargaming.net le 24 avril 2009.[réf. nécessaire]
Les tests alpha de la version russe du jeu ont commencé en septembre 2009, avec seulement six véhicules différents et une seule carte disponible (Carélie). Au début du bêta-test fermé, qui a débuté le 30 janvier 2010, plusieurs dizaines de véhicules et trois cartes ont été achevés. En trois mois, le nombre de demandes de testeurs bêta a approché les 40 000 et plus de 400 000 combats de chars ont eu lieu. Le bêta-test ouvert de la version russe a débuté le 24 juin 2010; à ce stade, il y avait sept cartes disponibles, avec plus de 60 véhicules soviétiques et allemands. La beta fermée de la version anglaise du jeu débute le 8 juillet 2010.
La version russe du jeu a été officiellement publiée le 12 août 2010; toutefois, en raison de difficultés techniques, les serveurs de jeu ont été mis hors service le 13 août. La version bêta ouverte de la version anglaise du jeu a été lancée le 27 janvier 2011. La date de sortie officielle du jeu en Europe et en Amérique du Nord est le 13 avril 2011. Le jeu a été traduit en japonais pour le serveur Asie le 5 septembre 2013. Le serveur vietnamien a été arrêté et intégré au serveur Asie en 2014.
Une mise à jour du matchmaking, réalisée le 21 octobre 2011 pour l'anniversaire de la bataille d'El-Alamein, a soulevé des protestations de la part de certains joueurs (streamer, youtubeur et influenceur) car elle s'avère génératrice de déséquilibres encore plus flagrants que la version précédente : inégalité entre les catégories et les rangs de chars dans chaque équipe, (pour exemple des chars moyens de rang 5 peuvent se retrouver contre des chars lourds de rang 7 qu'ils ne peuvent pénétrer de face, demandant d'importants efforts tactiques pour être contrés: flanking (arriver sur le côté d'un ennemi), assistance en détruisant les chenilles des ennemis, etc.).
Une seconde mise à jour du matchmaking est réalisée le 27 avril 2017 corrige en partie les disparités évoquées par les streamers, youtubeurs et influenceurs.

### Détail des mises à jour
L'alpha test de la version russe du jeu a commencé en septembre 2009, avec seulement six véhicules différents (Panther, IS-122, T34-76, Tiger, KV, Hummel) et une seule carte disponible (Carélie).
Version bêta 0.1 : Lancement du bêta test fermé le 30 janvier 2010 en Russie. Plusieurs dizaines de véhicules blindés et trois cartes sont prêtes.
Version bêta 0.2 : 5 mars 2010 : première mise à jour de World of Tanks. Ajout du "bac à sable" - une ligne séparée de batailles pour les chars de rangs 1 à 3. Destruction partielle ajoutée pour certains objets. Nouveaux chars : Maus, Matilda II, Somua S35, Pz.Kpfw. B2 740 (f), SU-85B, IS-7, VK 30.01(P), VK 45.02 (P) Ausf. B.
Version bêta 0.2.5 : 22 mars 2010 : divers correctifs mineurs et optimisations. Inclut les modifications apportées aux correctifs de test précédents World of Tanks : 0.2.1, 0.2.2, 0.2.3. Correction de bugs du jeu.
Version bêta 0.3.3 : 20 avril 2010 : ajout de salles de formation avec expérience gratuite. Tanks et prix des modules retravaillés. Mise en œuvre du "régulateur de vitesse". Nouveaux tanks: ISU-152, Ferdinand, Churchill III, Pz.Kpfw. S35 739 (f), Valentine II. Nouvelles cartes: "Ensk" et "Lakeville".
Version bêta 0.4 : 14 juin 2010 : ajout d'équipage de char et trois compétences supplémentaires. Ajout de modèles détaillés de dégâts pour les chars. Maintenant, vous pouvez transférer de l'expérience avec de l'or. Ajout du mode de tir elliptique pour les artilleries. Ajout d'un décompte du temps de fin de bataille. Les modules communs pour différents tanks peuvent maintenant être vendus ou réarrangés sur un autre tank. Ajout de la caméra post-mortem. Le chasseur soviétique SU-26 a été ajouté. Nouvelle carte : Murovanka.
Version beta 0.4.5 : 24 juin 2010 : ouverture du serveur de beta test au public.
Version beta 0.5.2 : 9 août 2010 : ajout des pelotons. Consommables introduits. L'équipement supplémentaire a été retravaillé : certains équipements ne peuvent plus être retirés après installation, d'autres sont divisés en classes, avec des coûts différents. Retrait de la trajectoire "mortier" des artilleries. Ajout de la possibilité de changer le nom et le visage des membres d'équipage. Ajout de 2 nouvelles cartes : Erlenberg et Pagorki. Ajout du Jagdtiger allemand.
Version 0.5.3 : 12 août 2010 : lancement de la fonctionnalité premium.
Version 0.5.3.1 : 13 août 2010. Création du Tankopedia.
Version 0.5.4 : 23 août 2010. Refonte de l'équilibrage des artilleries et des pelotons. Ajout du marquage des pelotons dans les listes de joueurs.
Version 0.5.5.1 : 6 octobre 2010. Ajout des cartes Falaise et Komarin.
Version 0.6.1.5 : 30 octobre 2010. Nouvelle branche de chars américains. Création de l'expérience doublée pour chaque première bataille de la journée. Ajout de deux nouvelles cartes, Abbaye et Rivière de sable.
Version 0.6.2.7 : 23 décembre 2010. Étoffement des arbres technologiques. Nouvelles cartes : Ruinberg et El Halluf. Ajout des médailles honorifiques (Guerrier, Mur d'acier, Spartiate, Envahisseur, Gros calibre, Kamikaze) et des médailles épiques (Kolobanov, Billotte, Fadin, Wittmann, Orlik, Oskin, Halonen, Burda). Nouvelle interface pour les réparations et ravitaillement de consommables maintenant avec option automatique. L'expérience doublée concerne désormais chaque première victoire par char, plus uniquement la première victoire de la journée. Création des Compagnies de chars. Ajout du chat vocal. Le matchmaking prend désormais en compte le "poids" de chaque véhicule, plus son rang.
Version 0.6.3.8, en date du 28 février 2011 : Ajout de la carte Westfield, nouvelle interface pour les batailles de clan.
Version 0.6.4 : 17 mai 2011. Les moteurs peuvent désormais prendre feu. Les carcasses de chars deviennent amovibles. Ajout des cartes Col de Montagne et Prairies (Steppes). Pagorki devient Mines. La mini-carte montre les différents types de chars. Les auteurs de tirs fratricides voient leur icône devenir bleue.
Version 0.6.5 : 29 juin 2011. Ajout des cartes Redshire et Arctique. Ajout d'une nouvelle branche de chasseurs de chars américains (T 95). Les chars de rang I peuvent maintenant affronter des chars de rang II. Maximum de 5 véhicules vendus par tranche de 24 heures.
Version 0.6.6 : 10 août 2011. Ajout de la carte Ligne Siegfried. Ajout d'une nouvelle branche de chars lourds allemands (E 100).
Version 0.6.7 : 15 septembre 2011. Ajout de la carte Baie du Pêcheur. Arrivée du premier char chinois, le Type 59. Nouvelle possibilité d'acheter un compte premium pour 6 et 12 mois. La médaille de Wittmann devient la médaille de Boelter
Version 0.7.0, en date du 18 décembre 2011 : Ajout des camouflages et d'un système de sirène/klaxon (uniquement apparu sur le serveur test mais jamais appliqué). Apparition du système de signalement en bataille. Deux nouvelles cartes : Marécage et Fjords. Les logos des clans apparaissent sur les tanks. Les modèles de collision des tanks ont été complètement revus. Création des multi-serveurs européen et russe.
La version 0.7.1 arrive le 5 janvier 2012. L'arbre technologique français fait son apparition avec ses 18 premiers chars et ses deux rangs X, le B-C 25t et l'AMX-50 68t (ensuite renommé AMX 50B). Introduction de la mécanique des chars à barillet.
La version 0.7.2 date du 30 mars 2012. Ajout des cartes Province et Live Oaks. Nouvelle lignée de chasseurs de chars américains à tourelle qui change l'arbre à haut tier : le T34 devient premium, le T30 devient un chasseur de chars de rang IX, ajouts du M103 et du T110E5. Ajout de 22 nouvelles qualifications et aptitudes pour l'équipage. Création du tutoriel.
La version 0.7.3 arrive le 8 mai 2012. Ajout des cartes Crête du Dragon et Côte Sud. Modification de l'arbre technologique soviétique lourd : l'IS-4 devient un rang X, séparation du KV en KV-1 et KV-2. Apparition des logos de clans sur les chars.
La version 0.7.4 datée du 21 juin 2012 introduit les modes de jeu Assaut et Bataille impromptue ainsi que les cartes  Aérodrome et Grand Parc. L'arbre technologique français s'étoffe d'une lignée de chasseurs de chars (AMX 50 Foch) et de canons automoteurs (B-C 155). Introduction de la médaille des Héros de Raseiniai. Les cartes Komarin et Marécage sont retirées provisoirement.
La version 0.7.5 sort le 1er août 2012. Elle apporte les cartes Port, Autoroute et Plage Sereine, de nouveaux chars de rang X (E 50M, T-62A, M48A1 Patton, Jagdpanzer E100, Object 268, AMX 50 Foch (155), T110E3, T110E4), le Jagdpanther II et l'ELC AMX. Le B-C 25t devient un char de rang X. Refonte du matchmaking : les chars (hors chars légers) ne devront pas rencontrer de chars de plus de 2 tiers de plus qu'eux.
La version 0.8.0, en date du 27 septembre 2012, apporte un nouveau moteur graphique. Une nouvelle branche de chasseurs de chars soviétiques apparaît (Object 263). Ajout de nouvelles médailles (de Langlade, Bombardier, Frères d'armes, Contribution décisive, Yoshio-Tamada et Patrouille). Nouvelle fonctionnalité permettant aux joueurs d'ajouter des emblèmes et inscriptions sur leurs chars. Nouveau modèle physique : les chars peuvent maintenant monter des buttes, descendre des collines, traverser des rivières, ... Nouvel affichage des arbres technologiques et de l'écran récapitulatif de la bataille. Nouveaux sons en fonction du terrain traversé.
La version 0.8.1 arrive le 31 octobre 2012. Elle introduit une nouvelle nation, le Royaume-Uni avec une branche de chars moyens (FV4202) et lourds (FV215). Les obus premium peuvent désormais être achetés avec des crédits.
La version 0.8.2 en date du 12 décembre 2012 ajoute une nouvelle lignée de chars américains (T57 Heavy), le TOG II*. Arrivée des Jetons commémoratifs. Les arbres couchés peuvent maintenant servir de camouflage. Augmentation des distances d'affichage minimales.
La version 0.8.3 sort le 16 janvier 2013. Arrive avec elle une nouvelle nation, la Chine, avec une branche lourde (113) et moyenne (121). Modifications faites aux obus explosifs sur les canons de petit et gros calibres.
La version 0.8.4, datée du 6 mars 2013, introduit une nouvelle ligne de chasseurs de chars anglais (FV215b 183), un nouveau tutoriel (avec sa propre carte) ainsi que des chars tels que le Pz. I C. ou le SU-100Y. Crête du Dragon et Plage Sereine sont retirées temporairement au départ; la première ne reviendra pas.
La version 0.8.5 arrive le 24 avril 2013. Elle apporte une nouvelle carte, Rivière de Perles, ainsi qu'une nouvelle branche de chars moyens allemands (Leopard 1). Les consommables premium peuvent maintenant être achetés avec des crédits. Les comptes standards ont la possibilité de créer des pelotons et des compagnies de chars. Changement de matchmaking pour les chars légers.
La version 0.8.6, datant du 19 juin 2013, apporte un remodelage de l'artillerie, une nouvelle carte - Vallée Sacrée, des changements quant au fonctionnement des obus HEAT, du camouflage, de la précision des chars et du RNG. Ajout de la caméra dynamique. Grand Parc devient exclusive aux chars de rangs IV à VI.
La version 0.8.7 sort le 26 juillet 2013. Elle amène une nouvelle carte, Severogorsk, ainsi qu'une branche de canons automoteurs anglais (Conqueror GC). Le T-50-2 est remplacé par le MT-25, et l'E25 fait son apparition.
La version 0.8.8 arrive le 12 septembre 2013. Une nouvelle branche de chars moyens soviétiques apparaît (Object 140), tout comme une nouvelle carte, Toundra. Changements d'interface.
La version 0.8.9 (1er novembre 2013), aussi appelée Armored Sparhead (Fer-de-lance) introduit une nouvelle lignée de chasseurs de chars allemands (Waffenträger Auf. E100), une nouvelle carte - Nord-Ouest, ainsi qu'un nouveau mode de jeu, les Batailles en équipe. Nouvelle formule de calcul de la cote personnelle.
La version 0.8.10 est rendue disponible le 23 décembre 2013. Elle intègre une nouvelle nation, le Japon, avec une lignée moyenne (STB-1). Un nouveau tier X moyen soviétique apparaît, l'Object 430, ainsi qu'une nouvelle carte, Village Caché. Port est définitivement supprimée. Les obus AP et APCR peuvent maintenant traverser des petits objets (barrières, bancs, colonnes, ...); à chaque objet traversé et détruit, l'obus perd en pénétration. Réfection graphique.
La version 0.8.11 sort le 11 février 2014. Un nouveau type de bataille y fait son apparition, aux côtés des modes Assaut et Bataille impromptue : Confrontation, où s'affrontent des nations (URSS vs Allemagne, Allemagne vs France, ...) Une nouvelle carte arrive, Tempête. Les membres d'équipage peuvent maintenant être gérés en groupe, le chat désactivé. Deux nouvelles médailles apparaissent : Gros Calibre et Tankiste-Tireur de précision.
La version 0.9.0 arrive le 16 avril 2014. Un nouveau mode de jeu apparaît, les Batailles Historiques, basés sur des vrais scénarios de batailles avec les mêmes chars qui ont pu y combattre (Bataille de Koursk, des Ardennes et l'Opération Réveil du Printemps). Les premiers chars en haute définition font leur entrée. Les tourelles des chars ayant eu leur râtelier de munitions détruit commencent à voler. Refonte de la musique du jeu.
La version 0.9.1, en date du 11 juin 2014 introduit une nouvelle carte, Kharkov, ainsi que le système de marques d'excellence. Deux nouvelles batailles historiques basées sur le siège de Tobrouk et sur le front de Briansk sont ajoutées. De nouvelles médailles pour les artilleries apparaissent (médaille de Gore et médaille de Stark). Révision du son.
La version 0.9.14, en date de mars 2016 est une des plus importantes mises à jour de World of Tanks. Elle apporte un tout nouveau système sonore. La physique a elle aussi subi d'importants changements. On peut, depuis la mise à jour 9.14, faire déraper les chars ainsi que les retourner.
La version 0.9.15, en date du 24 mai 2016 améliore encore les sons et la physique du jeu. L'implémentation d'un nouveau moteur de physique, le CoreEngine 3.0, améliore la physique et optimise le nombre d'images par seconde, ainsi qu'une compatibilité DirectX 11 pour les ordinateurs les plus récents. L'interface a aussi subi de nombreux changements : simplification des caractéristiques dans le garage, amélioration de la barre de capture de base etc. Les pelotons recevront dorénavant des bonus ou malus en fonction de la différence entre les rangs des chars des joueurs, cela dans le but de rendre le matchmaking plus équitable,.
La version 0.9.16, en date du 5 octobre 2016 apporte de nombreuses nouveautés, comme l'ajout d'un premier char suédois, d'une nouvelle carte (Paris) et d'un design pour les mini-cartes. Il ne sera dorénavant plus possible de discuter avec l'équipe ennemie (afin d'éviter toute tricherie du type désigner la position d'un allié en fin de partie). Un système de comparaison des véhicules a été ajouté dans le garage du joueur. L'interface en combat a aussi été retravaillée.
La version 0.9.17 en date du 14 décembre 2016 ajoute une nouvelle nation au jeu : la Suède. Le son est maintenant compatible avec les systèmes surround 5.1 et 7.1. Quelques cartes mini-cartes ont aussi été retravaillées dans le nouveau design du jeu.
La version 0.9.17.1 en date du 22 février 2017 réorganise le mode bastion ainsi que certains arbres technologiques. L'interface en combat comme dans le garage a aussi été retravaillée. Le jeu affiche désormais les dégâts reçus par le joueur en combat. Dans le garage, le joueur peut plus facilement savoir son taux de victoire avec un char particulier en passant sa souris dessus. Comme dans les deux dernières mises à jour, quelques mini-cartes ont été retravaillées.
La version 0.9.18, sortie le 24 avril 2017 change le système de matchmaking pour rendre les compositions d'équipes en batailles aléatoires plus équitables, prolonge les branches de chars légers (pour chaque nation ayant au moins un char léger de rang 8 avant la mise à jour) jusqu'au rang 10 et change le concept des canons automoteurs. Ces derniers étaient conçus pour abattre des cibles en un tir au détriment de leur temps de rechargement. Cette mise à jour à supprimer ce système : les artilleries ne possèdent plus que des obus explosifs dont le rayon d'explosion a été augmenté, leur pénétration ainsi que leurs dégâts ont été très nettement abaissés. En contrepartie, elles profitent d'un temps de rechargement plus faible ainsi que d'un nouveau système de support appelé étourdissement.
La version 0.9.19, datant du 30 mai 2017, introduit un nouveau mode de jeu semblable aux batailles aléatoires, les batailles classées, accompagné de nouveaux équipements "améliorés" pour les chars achetables seulement avec des "directives", nouvelle monnaie du jeu. La mise à jour améliore aussi l'interface du menu des missions et ajoute de nouvelles voix féminines au jeu. Nous pouvons désormais mélanger les capacités "Frères d'armes" (équipage masculin) avec "Sororité d'acier" (équipage féminin), ce qui aura le même effet que si l'équipage n'était que masculin et entraîné avec "Frères d'armes".
La version 0.9.19.1, datée du 11 juillet 2017, amène les premiers ajustements du nouveau système de matchmaking introduit à la 9.18, en permettant par exemple le retour des artilleries en peloton (interdit depuis la 9.18) à raison d'une par peloton. Une nouvelle interface appelée "Camp d'entraînement" apparaît pour guider les joueurs débutants au travers de la complexité du garage ainsi que des fondamentaux des batailles. Les missions personnelles (des campagnes) étant devenues trop dures à la suite du changement du matchmaking, elles sont aussi ajustées pour redevenir réalisables dans des conditions raisonnables.
La version 0.9.20, en date du 29 août 2017, change l'équilibrage de certains véhicules (japonais, français, américains, soviétiques et allemands) notamment le remplacement du Foch (155) par le Foch B pour les chasseurs de chars français de rang X Le système d'explosion des obus des canons automoteurs a aussi été réajusté à la suite des nombreuses remarques des joueurs. Cette mise à jour voit aussi l'arrivée des chasseurs de chars chinois ainsi qu'un nouveau mode de jeu, les Grandes Batailles. Ce dernier inclut des cartes beaucoup plus grandes que la normale (2,56 km2 pour la première carte nommée "Nebelburg" au lieu d'1 km2 pour les cartes les plus grandes en batailles aléatoires) et non plus 15 joueurs dans chaque équipe mais 30.
La version 0.9.21, sortie le 12 décembre 2017, marque l'ajout d'une nouvelle ramification dans la branche des chars lourds français, différent de leurs cousins essentiellement par l'absence de canon à barillet ainsi que par une augmentation significative du blindage, la révision des chasseurs de chars britanniques et le remplacement du FV215b(183) au sommet de la branche par le FV217 Badger, marqué par son blindage frontal très appuyé. Une nouvelle carte pour les Grandes Batailles, "Klondike", fait son apparition et le mécanisme de personnalisation du char est modifié pour permettre aux joueurs de personnaliser indépendamment la caisse, les chenilles ou bien encore la tourelle de leur char.
La version 0.9.22 est sortie le 7 février 2018. Elle apporte d'importantes modifications au sommet de l’arbre technologique soviétique. On relèvera le déploiement d'un nouveau char moyen : l'Object 430U, d'un nouveau chasseur de chars : l'Object 268 version 4, ainsi que de quatre nouveaux chars lourds : l'Object 257, l'IS-M, l'Object 705 et enfin l'Object 705A. Ces trois derniers tanks forment une nouvelle branche accessible depuis l'IS. Ils présentent la particularité d'avoir une tourelle montée à l'arrière du châssis du véhicule. En outre, deux nouveaux véhicules de rang maximum ont d'ores et déjà été annoncés sans pour autant être dévoilés. Ils seront débloqués via le T-10 et l'Object 430 Version II.
La version 1.0 sort le 21 mars 2018. Elle offre une refonte totale des graphismes du jeu grâce à un nouveau moteur, Core, développé en partenariat avec Intel. De plus, toute la musique de jeu a été remastérisée et enregistrée par l'Orchestre Symphonique de Prague. Le joueur se voit offrir un nouveau garage, plus aéré. Elle voit aussi l'apparition d'une nouvelle nation : l'Italie. Même si aucun arbre technologique n'est présent, le premier char premium italien, le Progetto M35 mod. 46, est désormais visible dans le carrousel de chars dans l'outil de comparaison intégré au jeu. Lors de la refonte des cartes, bon nombre n'ont pas été passées en haute définition, il s'agit de Pilsen, Kharkov, Tempête, Stalingrad, Marécage, les versions enneigées d'Himmelsdorf et de Ruinberg, Vallée Sacrée, Autoroute, Mittengard (carte réservée aux tiers I et II), Grand Parc (carte réservée aux tiers III à VI) ainsi que Percée Fulgurante.
La version 1.0.1 sort le 3 mai 2018. L'arbre technologique complet de l'Italie y fait son entrée, alors que les anciens joueurs se réjouissent du retour de la carte Province, disparue depuis le 9 février 2015, lors du patch 0.9.10. Les chars italiens de haut rang profitent d'un système de rechargement automatique : ils possèdent des barillets dont les obus (3 à 4) se rechargent un par un, offrant une liberté de jeu et d'opportunités plus grande. Le mode de jeu Ligne de Front fait également son apparition. Ce mode, disponible que pour une courte période, ne se joue qu'à bord de véhicules de rang VIII et offre aux joueurs une nouvelle expérience sur une carte de 9 km2.
La version 1.1 sort le 29 août 2018. On y découvre un nouvel arbre technologique, celui de la Pologne. De nouvelles cartes sont ajoutées : Studzianki et Minsk, alors que la carte Pilsen revient dans le jeu, après son passage en haute définition. La carte Province reçoit des modifications; maintenant, uniquement les chars de rang IV à VII peuvent y combattre. Une seconde campagne de missions fait son entrée, accompagnée de nouveaux chars de récompense.
La version 1.2 sort le 9 octobre 2018. Un remodelage des véhicules de rang VIII à matchmaking amélioré est présenté, ainsi que 3 nouvelles cartes : Autoroute et Grand Parc (qui ont été mises en HD), ainsi que Frontière de l'Empire, carte précédemment disponible sur le serveur chinois. Le dernier char du second front de missions personnelles, l'Object 279(e) est enfin disponible.
La version 1.3 sort le 12 décembre 2018. Un nouveau système de personnalisation des chars (rang X et premium de rang VIII) à base de pochoirs fait son apparition, ainsi qu'une nouvelles carte pour le mode Grande Bataille : Hinterland. Certaines missions personnelles ont été changées, des modifications ont été apportées à des chars premium, le T-55A, l'Object 260 et l'IS-3A.
La version 1.4 sort le 6 février 2019. La ligne de front est ajoutée, la lignée des chars à roues français, l'ajout de la carte "Ville Fantôme", mise-à-jour des missions du Second Front. Prise en charge concomitante du rendu qui permet un meilleur nombre d'images par seconde.
La version 1.5 sort le 2 mai 2019. Le système de personnalisation des chars est étendu à tous les rangs. Ajout de trois nouveaux chars moyens suédois de rangs élevés et révision des chars lourds suédois. Révision des canons automoteurs; réduction de la durée minimale d'étourdissement, de la quantité de dégâts infligés à la limite de la zone d'explosion, de la durée d'étourdissement de tous les coups d'artillerie sur les véhicules déjà étourdis, ainsi que sur les véhicules équipés d'un revêtement anti-éclats. Nouveau concept de compte premium. Nouvelle possibilité de bloquer une carte de son choix (deux si le joueur possède un compte premium) en jouant à bord de véhicules de rang IV ou plus.
La version 1.6 sort le 7 août 2019. Désactivation des tirs/dégâts fratricides. Ajout d'une branche de chars légers anglais avec quatre nouveaux chars à rechercher. Le mode Batailles en équipe a été retiré de la liste des modes disponibles. Ajout d'une option pour désactiver le compteur de vitesse des véhicules à roues dans les paramètres du client. Ajout d'une option pour activer/désactiver l'indicateur de visée automatique pour tous les types de véhicules. Changements des caractéristiques techniques du STB-1 japonais.
La version 1.7 sort le 10 décembre 2019. Une option a été ajoutée pour permettre aux joueurs de dissimuler leurs pseudos lors des batailles. Les directives pour les membres d'équipage peuvent maintenant être achetées avec des crédits. Ajout des chars français premium légers de rang 2 : l'AMR 35 et l'AM 39 Gendron-Somua. Ajout du char lourd soviétique premium de rang VIII Object 703 II (122) à double canon, ainsi que de l'E 75 TS et du Bretagne Panther.
La version 1.7.1 sort le 29 janvier 2020. La lignée de chars soviétiques à double canon fait son apparition à partir du rang VIII. Mise en place du kit de démantèlement qui permet de démonter les équipements complexes sans utiliser de pièces d'or.
La version 1.8 sort le 4 mars 2020. Nouvelles missions quotidiennes, des changements dans les statistiques de session et le lancement de la ligne de front Expédition avec des chars de rang IX uniques : l'Object 777 version II , le Char Futur 4 ou l'AE Phase I.
La version 1.9 sort le 22 avril 2020. Elle offre une refonte totale des arbres technologiques qui sont simplifiés ; la branche principale est celle des chars lourds et de nouvelles transitions entre les chars moyens et chasseurs de chars sont créées. L'artillerie en haut et les chars légers en bas encadreront les Arbres technologiques, les chars premium sont relégués en bas de tableau et les chars sortis de l'arbre sont regroupés dans un nouveau menu "chars de collection". Augmentation des PS et de la capacité du râtelier à munitions pour les véhicules de rangs I à VI. 3 nouveaux chars apparaissent dans les arbres technologiques : le BT-5, le T6 Medium et le Cavalier. 5 véhicules changent de classe : le Crusader, le T54E1, le VK 30.01 (H), le VK 30.01 (P) et le Type 97 Chi-Ha. 12 véhicules changent de rang.
La version 1.9.1 sort le 12 juin 2020. Une nouvelle carte, Berlin, est introduite dans les Batailles aléatoires. Cette carte aux dimensions 1050x1050 représente la capitale allemande aux ultimes moments de la Seconde Guerre mondiale en Europe. Ajustements de la personnalisation des pochoirs et création des pochoirs progressifs.
La version 1.10 sort le 4 août 2020. Elle offre une refonte totale de l'équipement en jeu, ainsi que du système de communication en jeu. Une nouvelle branche de chars moyens polonais apparaît, et la carte Rivière de Perles refait son apparition après 5 ans. Pour finir, un rééquilibrage de certains chars lourds de haut rang est fait, ainsi que la possibilité de gagner des obligations en jouant au rang X.
La version 1.10.1 sort le 21 octobre 2020. On y voit le retour des plaques d'identification, temps fort des célébrations du 9e anniversaire. Un rééquilibrages des chars moyens de haut rang est effectué et les Périodes de service sont introduites pour les clans.
La version 1.11 sort le 9 décembre 2020 conjointement avec les "Opés des fêtes 2021".
La version 1.12 sort le 11 février 2021 rééquilibrage de 4 tanks (STG Guard, T26E4 SuperPershing, STA-2 et T-34-3). Refonte de l'interface de jeu.
La version 1.13 sort le 21 juin 2021. Elle offre une refonte des obus HE, une modification de jeu des artilleries et de nouvelles fonctionnalité pour tous les tanks (possibilité de visualiser le niveau de vie de tous les participants en temps réel sur le tableau des joueurs et sur la minicarte).
La version 1.14 sort le 10 aout 2021. Une lignée de chars lourds tchécoslovaques fait son apparition à partir du rang VII jusqu'au X. Une nouvelle carte, "Refuge", une carte d’été de 1000 x 1000 mètres située dans le Japon des années 1960, représente un port démilitarisé près d'un village de pêcheurs traditionnel. La mission Reconnaissance, un nouveau mode de jeu, avec 3 étapes dont chacune dure 10 jours. Dans chaque étape, 3 nouvelles cartes en phase finale de développement sont à explorer.
La version 1.15 sort le 9 décembre 2021 conjointement avec les "Opés des fêtes 2022". La carte "Berlin" est modifiée en profondeur à l'occasion.
La version 1.16 sort le 3 mars 2022, trois cartes ont été retravaillées: "Ligne Siegfried", "Erlenberg" et "Ville Fantôme".
La version 1.16.1 sort le 13 avril 2022, avec nouvelle option d'affichage des obstacles devant des chars ennemis avec deux types de rendu, selon que l'obus peut les pénétrer ou non.
La version 1.17 sort le 31 mai 2022, retour des modes Traqueur d'acier et Mission de reconnaissance : trois nouvelles cartes, Anykeyyevka, Aquila et Klostertal.
La version 1.18 sort le 31 août 2022, sept nouveaux chasseurs de chars italiens: Semovente M41 et M43 Bassotto, SMV CC-56, SMV CC-67, Controcarro 1 Mk.2, Controcarro 3 Minotauro et le char premium de rang 8 SMV CC-64 Vipera. Une nouvelle carte Avant-poste. Refonte des effets visuels des chenilles ennemies détruites.
La version 1.19 sort le 1er décembre 2022 conjointement avec les "Opés des fêtes 2023".
La version 1.20 sort le 1er mars 2023. Une nouvelle carte, Baie des huîtres, est introduite dans les Batailles aléatoires. Nouveaux tanks : BZ-58-2 chinois, Kampfpanzer 3 PRJ. 07 HK allemand. Réequilibrage des tanks: Centurion Action X, Rheinmetall Panzerwagen, T57 Heavy, Rhinoceronte, AMX M4 54, T110E3, Progetto M40 Mod. 65.
La version 1.21 sort le 5 juin 2023. Ligne de front 2023, batailles en 30v30 de même rang sur une nouvelle carte désertique nommée "Fata Morgana".
La version 1.22 sort le 6 septembre 2023. Six nouveaux chars moyens à roues britanniques: Concept No. 5, GSOR 1006/7,
Saladin, FSV Sch. A, Staghound, AEC. Dix cartes ont reçu des rééquilibrages: Col de montagne, Baie du pêcheur, Studzianki, Baie aux Huîtres, Murovanka, Falaise, Live Oaks, Lakeville, Ensk et Ligne Siegfried. Véhicules rééquilibrés. Retournement automatique des chars.
La version 1.23 sort le 20 novembre 2023. Nouveaux évènements aléatoires sur 4 cartes.
La version 1.24.1 sort le 10 avril 2024. Nouvelle branche de 3 chasseurs de chars polonais. 5 cartes ont reçu des rééquilibrages: gros changements sur Col de montagne et légères modifications sur Carélie, Mines, El Halluf et Avant⁠-⁠poste. Certains Véhicules rééquilibrés: amélioration de la performance des Pz.Kpfw. VII, AMX 50 Foch B, AMX 50 Foch, AMX AC mle. 48, réduction des performances des Super Conqueror, Controcarro 3 Minotauro, Controcarro 1 Mk. 2 et SMV CC-67. Tous les équipages opèrent désormais à 100 % d'efficacité. L'animation post-mortem permet de voir la position et la trajectoire de tir du char ennemi vous ayant détruit en bataille.
La version 1.25 sort le 5 juin 2024. Nouveau système de faits d'armes.
La version 1.25.1 sort le 8 juillet 2024. Nouveau mode "Offensive légère" et relancement "Traqueur d'acier". Plusieurs chars ajoutés: DZT-159 (Chine), SDP wz 66 Grom (Pologne), XM57 (états-unis), E77 (allemagne).
La version 1.26 "Orage de Grêle" sort le 4 septembre 2024. Elle amène une nouvelle ligne de chars légers tchécoslovaques, une mise à jour des aptitudes de l'équipage et des consommables, un rééquilibrage de véhicules, trois nouveaux évènements aléatoires, 8 cartes des batailles aléatoires retravaillées. Les serveurs sont mis à jour le 4 septembre de 2:30 à 09:00 CEST (UTC+2).
La version 1.27 "Frappe festive" sort le 27 novembre 2024. Annonce de l'évènement Opés des fêtes 2024. Des évènements aléatoires arrivent sur deux cartes, Falaise et Ligne Siegfried. Nouveaux chars anglais à canons jumelés: FV224 Chopper au rang VII, le FV227 Conceiver au rang VIII, le FV229 Contender au rang IX et le FV230 Canopener au rang X. De nouvelles cartes ont été ajoutées : Toundra et Prokhorovka. Avant-poste a été revue. La carte Redshire a été retirée de la liste des cartes.
La version 1.28 "Acier poli" sort le 5 mars 2025. Deux aptitudes d'équipage ont été mises à jour. Des véhicules ont été ajoutés : Etats-unis TS-6, IMT; Chine BZ-74-1; Pologne CS53-56-Wojtek.
La version 1.29 "Ambiance estivale" sort le 4 juin 2025. Nouveau mode À égalité ! dans la Borne d'arcade, Traqueur d'acier, Passe de combat saison XVII.

## Cartes présentes dans le jeu

### Cartes présentes à ce jour
À la date du 27 octobre 2020 (patch 1.10.1), 47 cartes sont jouables sur la version PC, dont 3 uniquement dans le mode Grande Bataille, 2 dans le mode Ligne de front et 2 dans le mode Traqueur d'acier. 22 d'entre-elles existaient avant la sortie de la version 0.7.2 en mars 2012, ce qui ne les a pas empêché de recevoir des modifications (plus ou moins importantes) çà et là. Les cartes présentent des environnements variables, d'où les trois types de camouflages : été, hiver et désert.

### Cartes supprimées et/ou en cours de mise en haute définition
La mise à jour 1.0 a été celle qui a vu disparaître le plus de cartes (8). Au total, ce sont 13 cartes accueillant des batailles aléatoires qui ont disparu du jeu PC lors des dernières années. Cette liste ne prend pas en compte les versions secondaires des cartes (telles que Winterberg (Erlenberg enneigé) ou Percée Fulgurante (Prokhorovka réaliste)), ni les cartes ayant servi à des événements (telles que Karl (pour l'événement 8-bit), ou Cratère, utilisée dans le cadre du mode lunaire).

## Lexique du jeu
Plusieurs abréviations et anglicismes sont utilisés par les joueurs pour désigner différentes actions en jeu., ainsi que différents points techniques.

## Jeux et produits dérivés

### World of Tanks Blitz
World of Tanks Blitz est une version adaptée du jeu pour les dispositifs mobiles. Le jeu est sorti en juin 2014 sur iOS, et en décembre 2014 sur Android.
Il comporte cependant plusieurs différences : Les combats se jouent en 7 contre 7 et il n'y a que huit nations présentes (Russie, États-Unis, Allemagne, Royaume-Uni, Japon, France, Nation européenne et Chine). Par ailleurs, il n'existe pas de canon automoteur (artillerie) sur cette version du jeu. Le jeu a également été porté en version Windows Phone / Windows 10 et Steam. Régulièrement le jeu propose un mode de jeu spécifique (Mad games, Résurrection, Gravité, Escarmouche) en plus du mode standard de batailles.
Certains chars sont spécifiques à la version : il peut s'agir de récompenses aux nombreux événements du jeu, de deux véhicules créés en partenariat (comme avec le jeu Warhammer par exemple ou encore le manga Girls and Panzer) et même une ligne de tanks à rechercher exclusive (les légers britanniques par exemple).
Les cartes de jeu sont également plus petites ; les caractéristiques techniques de certains chars ont été revues, comme les points de structure ou encore la puissance du canon.
Le jeu a reçu les notes de 8/10 dans Canard PC, 15/20 sur jeuxvideo.com et 7/10 sur gamekult à sa sortie.

### World of Tanks Generals
Annoncé et publié en 2015 exclusivement sur iOS, World of Tanks Generals est un jeu free-to-play de cartes à collecter autour de l'univers de World of Tanks. Les joueurs pouvaient ensuite se défier et combattre grâce aux cartes. Son développement a été arrêté le 15 avril 2016, les serveurs et l'application restant disponibles.
Le jeu a été définitivement arrêté le 15 avril 2017 sur le serveur européen.

### World of Tanks: Roll Out
En avril 2016, Wargaming.net a annoncé une série de cinq bandes dessinées basées sur l'univers de World of Tanks, sous le nom de World of Tanks : Roll Out. La série, écrite par Garth Ennis et Carlos Ezquerra, devrait être publiée par Dark Horse Comics. Wargaming a lancé trois des chars apparaissant dans les bandes dessinées de Dark Horses, il s'agit du Cromwell Snakebite, Kraft's Panther et le Sherman Firefly Boilermaker, chacun ayant un camouflage typique de World of Tanks: Roll Out.

### COBI World of Tanks
Le fabricant de briques de construction polonais COBI propose depuis quelques années des véhicules World of Tanks et permet de bénéficier de code bonus pour le jeu en ligne.

### Avis de la presse et récompenses
Le jeu a été globalement bien accueilli en Europe et a rencontré un grand succès en Russie, à tel point que le jeu a battu le record du nombre de joueurs simultanément connectés à un serveur.

### Récompenses
- Prix du Best Online Client Game lors du KRI 2010[148].
- Prix du Best New Concept lors de l'E3 2010[149].
- Guinness World Records : « Most Players Online Simultaneously on One MMO Server »[2]
- Prix du Best Game lors du KRI 2011
- Prix de l'Audience Award lors du KRI 2011
- Prix Golden Joystick du MMO de l'année 2012[150]
- Prix Golden Joystick du meilleur jeu en ligne de 2013[151]
- Prix Golden Joystick du meilleur jeu toujours joué de 2017[152]